# 伊夫·梅耶尔
伊夫·F·梅耶尔 （法語：Yves F. Meyer，1939年7月19日—）是一名法国数学家，小波分析理论的创始人。

## 生平
伊夫·梅耶尔曾在突尼斯市学习数学， 1957年以第一名成绩考入巴黎高等师范学校。 1966年在讓·皮埃爾·卡漢指导下拿到博士学位。
他在1963年至1966年在斯特拉斯堡大学担任助教，1966年至1980年在巴黎第十一大学担任教授，1980年至1986年成为巴黎综合理工学院教授，1985年至1995年在巴黎第九大学担任教授，1995年至1999年在CNRS担任高级研究员，1999年至2003年在卡尚高等师范学校担任教授，2004年起成为该校的名誉教授。
他于2010年被授予高斯奖，以表彰他对数论、算子理论以及调和分析的基础贡献，和多解析度分析的关键性贡献。他于2017年被授予阿贝尔奖，表彰他对小波分析理论的重要贡献。他于2020年被授予阿斯图里亚斯亲王奖科学技术奖。

## 著作
- Meyer (Y.), Nombres de Pisot, Nombres de Salem et Analyse Harmonique, Springer-Verlag, 1970.
- Meyer (Y.), Algebraic numbers and harmonic analysis, North-Holland, 1972.
- Meyer (Y.), Ondelettes et Opérateurs, Hermann, 1990.
- Meyer (Y.), Wavelets and Operators, Cambridge University Press, 1992.（页面存档备份，存于）[7]